# Хейфилд (тауншип, Миннесота)
Хейфилд (англ. Hayfield) — тауншип в округе Додж, Миннесота, США. На 2000 год его население составило 445 человек.

## География
По данным Бюро переписи населения США площадь тауншипа составляет 94,7 км², из которых 94,7 км² занимает суша, водоёмов нет.

## Демография
По данным переписи населения 2000 года здесь находились 445 человек, 137 домохозяйств и 117 семей.  Плотность населения —  4,7 чел./км².  На территории тауншипа расположено 140 построек со средней плотностью 1,5 построек на один квадратный километр. Расовый состав населения: 98,43 % белых, 0,45 % азиатов, 0,45 % — других рас США и 0,67 % приходится на две или более других рас. Испанцы или латиноамериканцы любой расы составляли 1,35 % от популяции тауншипа.
Из 137 домохозяйств в 48,2 % воспитывались дети до 18 лет, в 76,6 % проживали супружеские пары, в 8,0 % проживали незамужние женщины и в 13,9 % домохозяйств проживали несемейные люди. 11,7 % домохозяйств состояли из одного человека, при том 7,3 % из — одиноких пожилых людей старше 65 лет. Средний размер домохозяйства — 3,25, а семьи — 3,54 человека.
36,4 % населения — младше 18 лет, 5,4 % — в возрасте от 18 до 24 лет, 28,8 % — от 25 до 44, 18,0 % — от 45 до 64, и 11,5 % — старше 65 лет. Средний возраст — 35 лет. На каждые 100 женщин приходилось 107,0 мужчин.  На каждые 100 женщин старше 18 приходилось 96,5 мужчин.
Средний годовой доход домохозяйства составлял 48 438 долларов, а средний годовой доход семьи —  50 208 долларов. Средний доход мужчин —  38 036  долларов, в то время как у женщин — 25 313. Доход на душу населения составил 15 587 долларов. За чертой бедности находились 8,5 % семей и 9,2 % всего населения тауншипа, из которых 14,4 % младше 18 и 4,2 % старше 65 лет.